# Câu hò bên bờ Hiền Lương
"Câu hò bên bờ Hiền Lương" là ca khúc thuộc dòng nhạc cách mạng Việt Nam được nhạc sĩ Hoàng Hiệp viết chung với Đằng Giao vào năm 1957. Ca khúc ra đời trong hoàn cảnh Việt Nam bị chia cắt thành hai miền với giới tuyến quân sự vĩ tuyến 17, nhạc sĩ Hoàng Hiệp có một chuyến thực tế tại vùng này và đã có những cảm xúc để viết thành bài hát. "Câu hò bên bờ Hiền Lương" được thể hiện lần đầu bởi nghệ sĩ Văn Hanh trên sóng Đài Tiếng nói Việt Nam, và sau này gắn liền với tên tuổi của nghệ sĩ Thu Hiền.
Bài hát "Câu hò bên bờ Hiền Lương" cũng từng bị dừng phổ biến tại Việt Nam Dân chủ Cộng hòa do có ý kiến cho rằng nó ủy mị, giống với nhạc vàng, song Hồ Chí Minh lại dành lời khen cho ca khúc. "Câu hò bên bờ Hiền Lương" cũng đã được một số ca sĩ khác thể hiện lại, giúp nhạc sĩ Hoàng Hiệp đạt Giải thưởng Hồ Chí Minh về văn học nghệ thuật năm 2000.

## Hoàn cảnh ra đời
Vào cuối năm 1956, nhạc sĩ Hoàng Hiệp đang là học viên Trường Âm nhạc Việt Nam, nay là Học viện Âm nhạc Quốc gia Việt Nam và có chuyến thực tế ở vùng giới tuyến quân sự Vĩ tuyến 17. Trong chuyến công tác này, ông tình cờ gặp một người lính gác đèn biển ở Cửa Tùng tên là Phan Đình Đồng, và có những nét đặc biệt trong tâm thức của nhạc sĩ. Một năm sau, vào năm 1957, khi Hoàng Hiệp trở lại Cửa Tùng, nhạc sĩ gặp lại Phan Đình Đồng và được nghe người lính này kể về hoàn cảnh của anh, khi chồng ở bờ Bắc còn gia đình ở bờ Nam giới tuyến chia cắt. Chính từ câu chuyện đó, đồng thời cùng với nỗi nhớ quê hương ở miền Nam, Hoàng Hiệp đã sáng tác ca khúc "Câu hò bên bờ Hiền Lương" chỉ trong một đêm. Phần lời của ca khúc ông viết cùng với Đằng Giao.
Người đầu tiên thể hiện ca khúc này trên sóng Đài Tiếng nói Việt Nam là nghệ sĩ Văn Hanh. Theo như ông chia sẻ, trong một buổi tối ông có lên phòng Biên tập của Đài này để tìm bài hát nào mới, tập hát cho đỡ buồn khi ngồi một mình và tình cờ tìm đúng vào bài hát "Câu hò bên bờ Hiền Lương", sau đó tự đệm đàn và tự tập hát, thấy rằng bài hát phù hợp với chất giọng của mình. Ngay hôm sau, Văn Hanh đã đề nghị thu âm ca khúc và được lãnh đạo đồng ý, với nhạc công Hoàng Mãnh đệm đàn và thu âm đến 4 lần, rồi mới phát trên sóng của Đài Tiếng nói Việt Nam.

## Phổ biến
Sau khi Văn Hanh thu âm ca khúc trên sóng Đài Tiếng nói Việt Nam, ca khúc được nhiều khán thính giả gửi thư khen hay, yêu cầu được nghe lại trong chương trình "Hộp thư yêu cầu" của Đài này. Song bài hát cũng bị nhiều người cho rằng có âm điệu yếu đuối, ủy mị, giống với "nhạc vàng" nên bị đình chỉ phát sóng, không cho phổ biến. Tuy nhiên, Hồ Chí Minh đã nghe, khen bài hát này "chứa chan tình cảm". Vào thời điểm này, ca khúc đã được trình diễn trong đêm nhạc tại Nhà hát Lớn Hà Nội. Nghệ sĩ Thu Hiền cũng đã được cho là hát ca khúc này từ năm 16 tuổi. Theo bà chia sẻ trong một chương trình, bà không nhớ đã hát "Câu hò bên bờ Hiền Lương" bao nhiêu lần. Bài hát cũng được cho là giúp giọng hát Thu Hiền được công chúng khắc ghi.
Ngoài ra, những nghệ sĩ khác cũng đã từng thể hiện ca khúc "Câu hò bên bờ Hiền Lương" như NSND Thanh Huyền, NSƯT Vũ Thắng Lợi, Anh Thơ, Trọng Tấn, NSND Phạm Phương Thảo,... Nghệ sĩ Xuân Bắc cũng từng thể hiện ca khúc này trong một chương trình truyền hình. Tuy nhiên, nhan đề của ca khúc cũng bị nhiều người đọc sai tên, trên nền tảng tìm kiếm của Google có thể tìm thấy các nhan đề khác như "Câu hò bên bến Hiền Lương", "Câu hò trên bến Hiền Lương".
Năm 2000, "Câu hò bên bờ Hiền Lương" cùng 5 tác phẩm khác đã giúp nhạc sĩ Hoàng Hiệp được nhận giải thưởng Hồ Chí Minh về văn học nghệ thuật.